# Carlos Rivera
Carlos Augusto River Guerra, mehiški pevec, skladatej in igralec, * 15. marec 1986, Huamantla, Mehika
Svojo umetniško pot je začel, ko je bil zmagovalec programa TV Azteca TV Azteca, La Academia leta 2004. Od otroštva je začel nastopati v tekmovalnih programih petja v Tlaxcala, kjer je delal tudi kot napovedovalec na lokalni radijski postaji.